# العلاقات التركية الفلسطينية
تشير العلاقات التركية الفلسطينية إلى العلاقات الثنائية الحالية والتاريخية بين تركيا وفلسطين. وتُعد تركيا مصدراً رئيسياً للإغاثة الإنسانية إلى فلسطين، وخاصة منذ بداية الحصار المفروض على قطاع غزة.

## التاريخ
على الرغم من علاقات تركيا الدبلوماسية مع إسرائيل إلا أن العلاقات بين تركيا والسلطة الوطنية الفلسطينية تُعتَبر قوية نسبياً وبنّاءة، خاصة بعد الإجراءات الفعّالة التي اتَّخذها رئيس الوزراء رجب طيب أردوغان ضد إسرائيل إبان عدوانها على غزة عامي 2008-2009. وتاريخياً كانت فلسطين تحت الحكم التركي (الدولة العثمانية) لأربعمائة عام قبل الانتداب البريطاني على فلسطين.
رحَّبت تركيا بتصويت الأمم المتحدة في 30 نوفمبر 2012 الذي أعطى فلسطين صفة دولة غير عضو في المنظمة الدولية، معلّقةً أنها لفتة درامية من شأنها تعزيز عملية السلام الفلسطينية الإسرائيلية المُحتضِرة.

## حكومة العدالة والتنمية
مع مجيء حزب "العدالة والتنمية" إلى الحكم في تركيا مطلع القرن الحادي والعشرين، ازداد زخم الدعم التركي للفلسطينيين وقضيتهم ومقدساتهم
بين عامي 2005 و 2018 قامت رئاسة وكالة التعاون والتنسيق التركية بدعم انشاء 543 مشروعاً في الأراضي الفلسطينية